# Euphorbia balsamifera
Euphorbia balsamifera Aiton, 1789 è una pianta della famiglia delle Euphorbiacee.

## Descrizione
La pianta varia molto in altezza. Può essere descritto sia come cespuglio che cresce delicatamente sul terreno, sia come albero di dimensioni sino a 5 metri. Anche la forma degli stami e delle foglie differisce.
Il gambo della pianta misura 1 centimetro di diametro, essa è semisucculenta e non ha spine. È ricoperta di cicatrici fogliari trasversali. Il colore degli steli varia da grigio a terracotta. Sono frondosi alla base, diventando gradualmente più nodosi e molto grossi.
Le foglie sono lunghe 80 millimetri e larghe 4–8 millimetri. Sono verdi e lucidi, sessili, di forma variabile da lineare-lanceolata a lunga e ovale, raggruppate in cima agli steli.
Le infiorescenze sono cime terminali, di solito ridotte ad un singolo ciazio semi-sessile ampio 6 millimetri posto su ciascuno stelo. Il colore degli pseudo-petali è di un verde giallastro.
Il frutto della pianta è una grossa capsula verde lunga 10 millimetri e larga 9 millimetri, rosata-rossastra-verde quando matura. Ha dei lobi leggeri, è liscio o peloso e semi-sessile.
Il lattice lattiginoso dell’Euphorbia balsamifera è velenoso come in altre specie di euphorbia, ma non è così caustico. È ampiamente usato dai dentisti come anestetico per il trattamento della polpite dentale.

## Distribuzione e habitat
L'areale di E. balsamifera si estende dalle Isole Canarie al Marocco e al Sahara occidentale.